# Ville durable
 (octobre 2016).
Améliorez-le ou discutez des points à vérifier. 
 (septembre 2007).
Si vous disposez d'ouvrages ou d'articles de référence ou si vous connaissez des sites web de qualité traitant du thème abordé ici, merci de compléter l'article en donnant les références utiles à sa vérifiabilité et en les liant à la section « Notes et références ».
Ville durable, éco-ville ou ville verte, sont des expressions qui désignent une ville ou une unité urbaine respectant les principes du développement durable et de l'urbanisme écologique, qui vise à prendre en compte simultanément les enjeux sociaux, économiques, environnementaux et culturels de l'urbanisme pour et avec les habitants. Il s'agit par exemple de mettre en œuvre une architecture HQE, en facilitant les modes de travail et de transport sobres ou en développant l'efficience du point de vue de la consommation d'énergies et des ressources naturelles et renouvelables. Ce sont souvent des éco-villes ou écoquartiers qui visent à diminuer leur empreinte écologique en compensant leurs impacts et en tentant de rembourser leur « dette écologique ». 
Leur gouvernance se fait généralement suivant le principe de l'Agenda 21 local, incluant des modes de démocratie participative et parfois un objectif d'autonomie énergétique, voire alimentaire. À plus petite échelle on parle d'écovillage.
Ce concept est soutenu par l'ONU et l'Europe qui ont via le PNUE et le Comité des Régions d'Europe en 2012 dans le cadre « Rio + 20 » signé un accord de partenariat pour des villes et des régions durables.

## Enjeux
Ils varient selon le contexte géographique, l'histoire et la taille de la ville, mais les thèmes de la gouvernance, du réchauffement climatique, de l'énergie, des déchets et des transports, des milieux (eau, air, sol, foncier) ainsi que de la biodiversité (renaturation, trame verte, écologie urbaine) sont mis en avant. Il s'agit aussi de produire un habitat et des moyens de transports à des coûts accessibles à tous, en facilitant la richesse et mixité sociale et culturelle. Dès 1994, ils furent mis par écrit par la charte d'Aalborg.
La question de l’environnement apparaît comme majeure et transversale. Elle est globale (lutte contre l'effet de serre et la pollution de la biosphère) et locale (recyclage de l'eau et des déchets (dont compostage/méthanisation), filières courtes et sobres, énergies douces, propres et sûres, économie d’énergie et de chauffage, voire ville à énergie positive (ex. : engagement de la ville de Perpignan en France), de recyclage, ville sans voiture, etc.). Il s'agit aussi d'adapter les villes (celles des régions chaudes notamment) aux impacts inévitables du réchauffement global (canicules et aléas climatiques et sanitaires exacerbés).
Face aux problèmes de périurbanisation et d'empreinte écologique croissante, le modèle urbain classique semble avoir atteint ses limites. Deux tendances se présentent : le modifier radicalement pour produire des villes nouvelles écologiques (éco-villes), ou l’adapter par des mesures plus simples.
Sur la base d'exemples déjà réalisés, ce concept interroge des collectivités impliquées dans les projets de quartiers (ex. : écoquartiers) ou de rénovation urbaine, les conduisant à réfléchir sur la « soutenabilité » (sustainability pour les Anglais) de la ville, c’est-à-dire de son impact sur le futur, de son identité et de sa capacité à se maintenir dans le temps. Il encourage un projet politique et participatif ferme, ambitieux et non élitiste.

### Contexte géographique

#### Urbanisation dans le monde

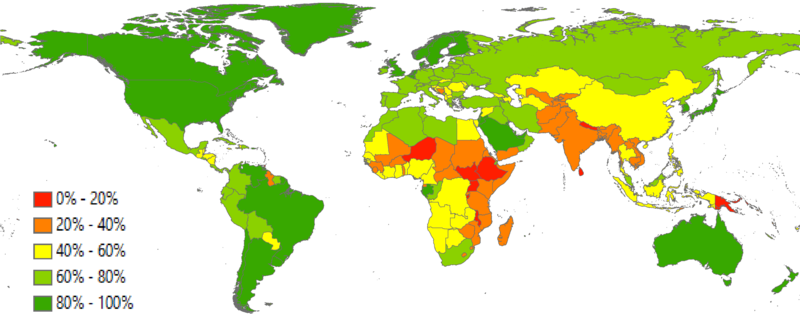
Taux d'urbanisation dans le monde. Les pays en gris n'ont pas de données. 2015

L'urbanisation est un processus qui s’inscrit notamment dans les pays du Nord et les pays développés avec plus de 70 % de taux d’urbanisation. Ces pays ont été les premiers à avoir traversé la transition démographique durant la période industrielle. Cette période faste a engendré la concentration des populations autour des pôles industriels accompagnée d’une transition démographique gonflant davantage les villes. Les fortes densités démographiques soulevaient déjà la question de l’aménagement de l’espace et de l’hygiène (Pascal Tozzi, 2013). Depuis la fin des grandes guerres, les dynamiques s'inversent. La recherche de la nature, symbole de la pureté et de qualité de vie en contraste avec la ville réunissant toutes les déviances va animer la volonté des habitants à vivre dans un logement individuel avec jardin, générant un étalement urbain très difficile à gérer à long terme.
Si le taux d’urbanisation demeure plus faible dans les pays d’Asie et d’Afrique (aux alentours de 40 % en 2011, ONU), il faut prendre en compte la croissance de la population urbaine dans ces régions du monde en valeur absolu. Rien qu’en 1950, l’Asie affiche une population urbaine équivalente à l’Europe en fin de transition démographique. On peut observer dans le graphique suivant, la croissance exponentielle de la population urbaine asiatique dépassant largement les autres régions du monde avec en projection de 2030, une population de 5 milliards : « soit plus du triple de la population combinée de l’Amérique du Nord, de l’Amérique latine et de l’Europe » (Le Millénaire Urbain, 2001). En Afrique, bien que sa population urbaine soit inférieure à celle de l’Europe en 2010, le continent connait une croissance annuelle de son taux d’urbanisation de 4,5 % contre 1,5 % en Europe du Nord-Ouest lors de la révolution industrielle et tend à dépasser le continent européen et américain dans les années qui suivent.

#### Enjeux des villes durables dans le monde

Émissions de en tonne par habitant. Les pays en gris n'ont pas de données. 2017

Il existe une forte corrélation entre les pays fortement urbanisés et les pays les plus émetteurs de CO2. En Europe, les industries ne sont plus les principales sources de gaz à effet de serre comme c’était le cas lors de la révolution industrielle. Les transports (21,9 %) et la production d’énergie (57,9 %) englobent la plus grande part des émissions totales de gaz à effet de serre (Eurostat, 2016) et la ville est l’essentiel responsable. La ville figure comme un nœud d’échange entre plusieurs lieux géographiquement éloignés et à l’échelle métropolitaine, la voiture constitue un poids conséquent dans l’émission de gaz à effet de serre. La production d’énergie est liée à son utilisation domestique et industrielle. En Europe, les combustibles solides (charbon et lignite) et les hydrocarbures constituent environ 60 % de la consommation brute d’énergie en 2015 (Eurostat). La promotion de la réduction de rejet de gaz à effet de serre va être portée par les acteurs du développement durable des villes. Il s’agit de faire des économies dans la consommation des énergies non renouvelables. La pollution dans les villes est aussi une problématique majeure dans le développement durable. L’émission de particules fines liée au trafic routier provoque des maladies respiratoires conduisant à une mort prématuré (En France, 48 000 morts par an due à la pollution de l’air selon Santé publique France).
Dans les pays en voie de développement, les fortes émissions de CO2 sont liées aux industries pour une grande partie exportatrices en direction des pays développés, bien que l’émergence de la classe moyenne adoptant les modes de consommation des pays développés présente des logiques « Suds-Suds ». La limitation de rejet de GES est un objectif présent dans les villes des pays pauvres mais des besoins plus urgents amènent les aménageurs à adopter une vision moins planétaire. L’acquisition d’un logement légal est restreinte dans des régions du monde où le prix du logement est incommensurablement élevé par rapport au revenu moyen de la population (Le Millénaire urbain, 2001). Ces prix exorbitants excluent les populations pauvres des centres urbains, se tournant dans le logement informel en périphérie. Les conditions de vie y sont souvent limitées puisqu’elles sont pour la plupart coupées du réseau d’eau et d’électricité et soumises à des niveaux de risque élevé (glissement de terrain, inondation, etc.). La législation de certains pays met les femmes dans une situation de précarité en raison de leur interdiction de posséder des terres en leur nom. Les fortes densités de population rendent les villes particulièrement vulnérables vis-à-vis des maladies. Les eaux stagnantes sont vectrices de maladies et les probabilités d’en attraper une sont multipliées par la multitude d’interactions interpersonnelles qu’induit la proximité de la ville. C’est toute l’économie de la ville qui se voit affectée lorsque la maladie prend une grande ampleur.
Les pays en voie de développement rencontrent, pour quelques-uns, des problèmes de pays développés, mais la plupart se confrontent à des problèmes d'une toute autre échelle : surtout quand la croissance démographique est très rapide. Les mégapoles semblent afficher des problèmes urbains encore plus accentués (Congestions du trafic routier, zonage urbain etc.). Les villes des pays développés ne sont pas exempt de pauvreté urbaine. La crise du logement se manifeste depuis les années 1990 par une vive gentrification touchant les zones entourant le centre-ville (péricentres urbains) , ce qui a pour effet de repousser les populations précaires aux périphéries, d’où l’intégration des questions d’inclusions sociales dans les écoquartiers.

### Limites
L'offre étant encore très faible, et les urbanistes et architectes formés à l'application des principes du développement durable étant encore rares, le risque existe de voir se développer des écoquartiers ou écovilles élitistes, réservés aux plus riches ou conçus de manière technocratique.
Une partie des conditions de la transition urbaine est de nature politique et culturelle, mais d'autres conditions sont scientifiques & techniques et pluridisciplinaires. Dans ces domaines, les tests, les certifications, les rédactions de normes prennent du temps et le monde de la formation et de la recherche scientifiques doit aussi répondre à de nouveaux besoins des acteurs de l'urbanisme, notamment de gestion sur des bases scientifiques, et d'approche écosystémique pour ce qui concerne l'arbre urbain et la nature en ville. On attend aussi des scientifiques qu'ils contribuent à l'évaluation de la soutenabilité ou durabilité de ces villes.
Une autre limite a été que le concept de ville durable (ou soutenable) est resté longtemps mal défini, et ne disposant donc pas de principes, indicateurs et critères clairement mesurables. De ce fait de nombreuses villes pouvaient s'auto-déclarer « ville durable ».
Ceci commence à changer : peu à peu des chercheurs, des villes et des institutions ont testé divers moyens de quantifier des données objectives et ont voulu produire des indicateurs utiles (par exemple depuis 2015 via une nouvelle « norme ISO 37120 » (Sustainable Development of Communities: Indicators for City Services and Quality of Life) qui inclut maintenant 46 indicateurs (voir ci-dessous).
La notion de ville durable a aussi été critiquée pour avoir parfois servi de paravent à des opérations de rénovation urbaine à haute qualité environnementale, les autres aspects du développement durable, en particulier l'aspect social, ayant pu être délibérément oubliés. Ainsi que l'a montré le géographe Matthieu Adam, en définissant ce qu'ils considèrent comme des « écocitoyens » à qui leurs quartiers s'adressent, certains porteurs de projets ont, consciemment ou non, évincé des populations ressenties comme indésirables, en particulier les plus pauvres. De ce fait, en évinçant la dimension politique inhérente à toute opération de production urbaine, la ville durable, surtout si elle se limite à un verdissement d'opérations d'urbanisme classique, peut reproduire certains excès qui sont pourtant justement ce que les principes du développement durable cherchent à éviter.

### Apparition d'indicateurs
De nombreux indicateurs mesurent la durabilité d'une ville :
- Économie
- Éducation
- Énergie
- Environnement
- Finance
- Gestion du risque incendie et sécurité civile
- Gouvernance
- Santé
- Loisirs
- Sécurité (safety)
- Protection (shelter)
- Production et gestion de déchets solides
- TIC (Telecommunications and innovation)
- Transports
- Urban planning
- Eaux usées
- Eau et installations sanitaires

Parmi les 46 indicateurs, certains portent explicitement sur des enjeux environnementaux :
- Consommation électrique totale par habitant (kWh/year)
- Consommation électrique des habitations/constructions par unité de surface (kWh/m2)
- Part de l'énergie provenant de sources renouvelables (dans le total consommé par la ville)
- Taux de particules fines (PM2.5) dans l'air
- Taux de particules (PM10) dans l'air
- émissions de gaz à effet de serre (en t/hbt)
- Part de la population de la ville bénéficiant d'une collecte régulière des déchets solides
- tonnage de déchets collectés par habitant
- part des déchets solides recyclés
- Part de la population desservie par le réseau d'égout
- Part des eaux usées urbaines ne recevant aucun traitement
- Part des eaux usées urbaines recevant un traitement primaire
- Part des eaux usées urbaines recevant un traitement secondaire
- Part des eaux usées urbaines  recevant un traitement tertiaire (lagunage)
- Part des urbains desservis par un réseau d'eau potable
- Part des urbains ayant un accès soutenable à une amélioration de la ressource en eau
- Part des urbains ayant accès à une amélioration des installations sanitaires
- Consommation domestique d'eau par habitant (litres par jour).

## Social
La ville durable vise une haute qualité de vie pour tous et partout. Le social et l'accès aux services (éducation, culture, loisirs, santé, vie associative, et surtout logement) y ont donc une place fondamentale, dans une perspective de mixité sociale. Un effort d'éthique et de solidarité doit être accompli pour favoriser l’accès au logement, aux loisirs et à la culture des personnes à revenus modestes, aux handicapés ou aux personnes âgées. Via les jumelages et la coopération nord-sud ou est-ouest, ces « villes » peuvent contribuer à diffuser et développer ces concepts ailleurs dans le monde.

### Logement
Accroître et diversifier l'offre de logements : La démographie est une contrainte difficile à anticiper et gérer pour les systèmes de gouvernance, mais la ville durable pour des raisons de réponse aux besoins des familles et de mixité sociale vise généralement une offre diversifiée en logement (taille, localisation, accessibilité aux handicapés et personnes âgées, propriété privée, communautaire ou location..), tout en visant à concilier les meilleures conditions de vie avec les avantages d'un milieu urbain, pour produire les conditions d'un bien-être social et de l'ascension sociale.
Des logements sociaux. L'accession à la propriété doit être protégée par des conditions de plafonds et de ressources en fonction de la composition des ménages, pour aider les personnes en difficultés financières ou sociales réelles. La ville durable est un lieu d'innovation urbaine et de lutte contre l'exclusion. Les plus modestes côtoient les plus aisés, bénéficiant du même cadre de vie, des mêmes accès à la culture, aux aménités et aux loisirs. Des projets de décroissance durable peuvent y être expérimentés ou divers systèmes d'aides, par ex aux mères seules, familles nombreuses, familles voulant vivre avec une personne âgée au domicile.

### Culture, loisirs
La ville durable suppose des citoyens écoresponsables et éclairés vivant dans un contexte épanouissant et favorisant une bonne santé. Une politique culturelle et une culture écocitoyenne du développement durable en sont un des éléments, via un appui, notamment financier, aux institutions culturelles, favorisant ainsi leur rayonnement. Elle vise à éveiller dès l'école les enfants à l'art et à la culture, dans le respect du développement durable. La culture et l'offre en loisirs peuvent rendre la ville plus attractive, mais le concept classique d'attractivité peut lui-même être mis en cause (pour des raisons d'empreinte écologique et d'impact en termes de périurbanisation) au profit d'un rayonnement plus immatériel, passant par exemple via l'internet comme support de culture. L'accès à toutes ces activités est gratuit ou payant, en fonction des activités et des revenus de chacun, rendant la culture et les loisirs accessibles à tous.

#### Éducation aux loisirs durables
La santé, l'enrichissement intellectuel et la qualité de vie sont améliorés par des infrastructures culturelles et sportives (HQE) tels que des centres culturels incluant bibliothèques, médiathèques, accès à l'Internet et à une Nature de proximité, celle-ci étant intégrée dans une trame verte tels que des supports de découverte et d'éducation à l'environnement). Des lieux de spectacles et d'exposition contribuent à l'enrichissement de la culture de tous et chacun ainsi qu'à la promotion de talents locaux ou d'artistes indépendants. Des complexes sportifs (piscine, terrains et lieux de sports, dont de proximité et de nature) complètent ces infrastructures.
Dans ce cadre, les activités renoncent aux pratiques de confrontation, de compétition, et de dénigrement au profit de logiques d'échanges, collaboratives et de reconnaissance des autres et de leurs valeurs. Ce sont des loisirs fondés sur les rencontres, les échanges constructifs fondés sur le respect d’autrui et sur l’apport des différences qui est enseigné dès l'école pour tous (les enfants, riches, pauvres ou à mobilité réduite doivent tous pouvoir y avoir accès). Les rencontres développent l’émulation dans un esprit de solidarité, et le sentiment non sectaire et non-communautariste d’appartenance à une communauté dans le monde, ce qui est fondamental pour la durabilité sociale.

### Vie associative et coopérative
Elle est souvent très développée et encouragée dans les projets de ville durable, pour une harmonie entre toutes les populations et acteurs de la ville. De nombreux écovillages et écoquartiers ont d'ailleurs - en amont - une origine associative.
Associations et solidarité : Le principe de solidarité est structurel dans la ville durable qui implique une entraide entre les générations et entre les gens de différents horizons ethniques. Dans des structures réservées à cet effet, les habitants de la ville se retrouvent, pour y partager leur savoir- faire, leurs opinions et en certains cas s'entraident, par exemple: les personnes âgées peuvent partager leur savoir-faire en cuisine ou en couture et les plus jeunes les guider en informatique.
Associations et culture : Pour implanter la politique culturelle de la ville durable, il faut mettre en place des structures spéciales, chargées de réunir les enfants, les personnes âgées, les personnes à mobilité réduite, dans une démarche commune au sein de ces lieux d’échanges. Ces associations culturelles organisent des manifestations, tel que des concerts, des représentations théâtrales ou des expositions, favorisant l'ouverture aux autres avec, par exemple: des expositions d'art primitif africain associé au cinéma d'auteurs étrangers. Regroupant ainsi tous les citoyens et faisant de tous des acteurs de la vie associative.

## Environnement

### Principe de neutralité
La neutralité est soit nette soit brute. Par définition, être « neutre » (c'est-à-dire sans impact négatif, ou avec des impacts remboursés en termes de bilan global, autrement dit avec un bilan net égal à zéro) vis-à-vis de son environnement local et mondial. Il s'agit d'un enjeu et objectif majeur dans un quartier (ou ville) durable. Il concerne la consommation d'énergie, mais aussi tous les domaines ayant un impact sur des ressources naturelles ou humaines.

#### Objectifs énergétiques

##### Sobriété énergétique
En un an, un Français consomme en moyenne 3 tonnes équivalent pétrole d'énergie. Pourtant, des gestes simples et quotidiens permettraient de réduire cette consommation de moitié.
L'éclairage représente en moyenne 15 % d'une facture d'électricité. Pour en diminuer sa charge, il faut profiter au maximum de la lumière du jour, éteindre les lumières dans les pièces vides et utiliser des lampes a basse consommation.
Le chauffage électrique est l'un des principaux postes de consommation d'énergie des ménages ; il représente près de 40 % de la consommation chez les particuliers. Pour faire baisser ce chiffre, il faudrait entre autres :
- utiliser des thermostats et des horloges de programmation sur les radiateurs ou la chaudière (19 °C suffisent dans un séjour, 16 °C dans une chambre la nuit) ;
- améliorer l'isolation des murs et fenêtres (le double ou triple vitrage permet de diminuer sensiblement les pertes de chaleur).
- utiliser des appareils ménagers de classe A. Des normes ont été établies pour classer les appareils selon une échelle de A à F : la catégorie A représente ceux qui ont une faible consommation, et la F ceux qui ont la plus forte consommation ;
- éteindre les appareils ménagers plutôt que de les laisser en veille. En effet, les appareils en veille représentent quasiment 10 % de la consommation d'électricité tout confondu ;
- utiliser les programmes « éco » des lave-linge ou lave-vaisselle ;
- utiliser des protections solaires comme les volets, les pare-soleils, les humidificateurs…

Il existe bien sûr des alternatives au chauffage électrique. Mais les chauffages au fioul ou au gaz sont eux aussi polluants. Depuis quelques années, des alternatives se développent avec les pompes à chaleur et la géothermie. Ainsi, le chauffage réversible, ou pompe à chaleur air/air permet de chauffer ou refroidir une maison en diminuant beaucoup sa consommation énergétique (on peut retenir le chiffre de 4 unités d'énergie rendues pour 1 consommée).
Dans le quartier durable, les maisons doivent être capables d’assumer elles-mêmes leur consommation d’énergie, ou en tout cas une partie de leur consommation. Pour ce faire, elles sont construites de façon à s’autoalimenter en énergie : des panneaux solaires sont installés sur les toits ou sur les façades, les eaux de pluie sont récupérées au maximum, l’isolation est améliorée pour ne pas perdre de chauffage et donc ne pas gaspiller. Les équipements fournis sont de type économique, de catégorie A. Les matériaux de construction sont non polluants, recyclables, récupérés…

#### Réduction ou suppression des besoins en énergies fossiles
En 2002, près de 90 % de l’énergie consommée dans le monde provenait des gisements de combustibles fossiles (pétrole, gaz naturel, charbon) ou d'uranium. Cependant, ces sources traditionnelles d’énergie posent de nombreux problèmes, qu’il est urgent de résoudre.
Les énergies fossiles correspondent aux énergies que l’on produit à partir de roches issues de la fossilisation des êtres vivants : pétrole, gaz naturel, et charbon.
Ces énergies sont en quantité limitée, elles sont donc épuisables. Pourtant, la consommation de ces énergies ne cesse de croître. Par exemple, par suite de la diminution des réserves de pétrole, l’exploitation devient de plus en plus difficile et chère, et cela se ressent sur l’économie : le prix du baril de pétrole a explosé de 2003 à 2008, lors du troisième choc pétrolier. L'approche du pic pétrolier mondial et la perspective du pic pétrolier vont rendre urgente la recherche de solutions pour réduire notre dépendance au pétrole.
De plus, les combustibles fossiles contribuent massivement au réchauffement climatique par le phénomène de « l’effet de serre » à cause du CO2 que leur combustion rejette dans l'atmosphère tout en la polluant. Ces sources d'énergie présentent des risques de catastrophes majeures : marées noires, explosions de gazoducs…
Ces énergies coûtent cher, polluent, sont épuisables, et sont dangereuses pour la santé.

#### Orientation sur les énergies propres et renouvelables.
Une énergie propre ou énergie verte est une source d'énergie qui ne produit pas de polluants. Le concept d'énergie propre est distinct de celui d'énergie renouvelable: le fait qu'une énergie se reconstitue n'implique pas que les déchets d'exploitation de cette énergie disparaissent, ni le contraire. Les sources d'énergie généralement citées comme énergie propre sont les énergies géothermiques, l’énergie éolienne, l’énergie hydroélectrique, l’énergie solaire, la biomasse, les énergies marémotrices. Ces énergies sont généralement celles les plus utilisées à travers les pays et les moins onéreuses. De plus, elles sont aussi les mieux maîtrisées. L'énergie la plus propre étant celle que l'on ne consomme pas, on peut donc parler de « négawatts », qui sont une énergie propre qui ne produit aucun déchet. Par exemple, remplacer une ampoule de 100 W contre une lampe fluorescente de 20 W revient à économiser 80 W. Le remplacement de cette lampe génère 80 watts « en moins », ce qui correspond à 80 négawatts. La production de « négawatts » est rendue possible grâce au développement de l'efficacité énergétique et de la sobriété énergétique.
Une énergie renouvelable est une source d'énergie qui se renouvelle assez rapidement pour être considérée comme inépuisable à l'échelle de l'homme. Les énergies renouvelables sont issues de phénomènes naturels réguliers ou constants provoqués par les astres, principalement le Soleil (rayonnement), mais aussi la Lune et la Terre (énergie géothermique).
La notion d'énergie renouvelable est souvent confondue avec celle d'énergie propre. Cependant, même si une énergie peut être à la fois renouvelable et propre, quelques-unes ne peuvent être classées que dans une seule de ces catégories. Par exemple, le solaire photovoltaïque est renouvelable mais produit des déchets contenant des métaux lourds tandis que la production d'électricité à partir de charbon avec séquestration du CO2 s'approche d'une énergie propre mais n'est pas renouvelable.

#### Réduction de la consommation énergétique des transports
Les transports constituent environ la moitié de la consommation totale de pétrole dans le monde. Une étude a montré que les villes denses sont énergétiquement plus efficaces. En effet, la densité des villes rend les transports en commun plus rentables, et diminue la longueur moyenne des trajets effectués en voiture. Ainsi, les principales villes européennes sont plus efficaces énergétiquement que les principales villes américaines.
Un quartier durable doit favoriser les transports en commun : en effet l’utilisation des bus, des métros, des tramways est plus écologique et plus économique que la voiture. De plus, cela permet de vider les centres-villes surchargés. Ces modes de transport sont très bénéfiques : ils sont beaucoup plus rapides, car ils ont des voies réservées (exemple du TEOR a Rouen), plus économiques, car un voyage en bus coûte moins cher qu’un voyage en voiture (sur la même distance), moins polluants, car les métropolitains et les tramways sont électriques ; ils consomment cinq fois moins d’énergie par passager qu’une voiture. Ils comportent beaucoup plus d’avantages.
La voiture pollue énormément. À vitesse moyenne égale, une conduite agressive peut augmenter la consommation de carburant de 30 à 40 %. Le quartier durable doit donc inciter à rouler en souplesse : cela abîme moins le moteur et consomme moins de carburant. Le quartier durable peut aussi proposer d’investir dans les véhicules propres : une voiture électrique n'émet pas de gaz polluants, est silencieuse et économique.
A plus grande échelle, le train est le moyen de transports le moins polluant, même s’il n’est pas le plus rapide.

### Objectifs environnementaux

#### Réduction de la consommation d'eau
Chaque Français consomme en moyenne 150 litres d’eau par jour, et seulement 1 % est bu. Dans un quartier durable, cette consommation pourrait être divisée par 2 pour atteindre environ 76 litres d’eau par jour.
Cela passe par le pré équipement des foyers d’appareils à faible consommation, qui consomment environ 39 litres d’eau contre 100 litres pour les appareils traditionnels. Des baignoires de taille plus modeste et des réducteurs de pression doivent être installés ; des chasses d’eau à double débit permettent de gagner 11 000 litres par an et par habitant. Dans un quartier durable, l’eau de pluie est utilisée à son maximum : elle est stockée, puis sert ensuite à alimenter les chasses d’eau et à arroser les jardins. De plus ce quartier doit posséder sa propre station d’épuration pour le traitement des eaux usées : cela évite l’acheminement inutile de l’eau dans une station éloignée, ce qui va consommer de l’énergie pour rien. L'eau chaude est produite grâce à l'énergie, quelle que soit son origine. Il est impératif de ne pas laisser s’écouler l’eau lorsqu’on ne s’en sert pas : lorsqu’un enfant se lave les dents (3 minutes) et qu’il laisse le robinet ouvert il coule l’équivalent de 18 litres d’eau, soit 12 bouteilles d’un litre et demi. De plus, un réglage du thermostat du chauffe-eau permet d’économiser l’eau chaude.

#### Tri des déchets
Une gestion des déchets fondée sur le tri sélectif implique des coûts supplémentaires dus à la complexification des étapes de la collecte et du traitement. Pourtant, dans la plupart des cas, les communes peuvent réussir à tirer un bilan financièrement positif grâce à la valorisation des déchets recyclables. Le tri des déchets est un point positif dans la protection de l’environnement : il permet de le préserver, en utilisant les matériaux recyclés, au lieu d’aller chercher ces mêmes matériaux dans la nature. Le troisième point positif du tri sélectif est enfin la responsabilisation du citoyen, qui a là un moyen simple de contribuer à la bonne gestion de la collectivité et à la préservation de l’environnement, en prenant conscience qu'un geste individuel, aussi simple, peut avoir des retombées globales. Des bacs à différents compartiments encouragent le tri des déchets qui ne peuvent être compostés dans les jardins, de même que des aires d’apports volontaires créées à proximité.

### Restaurer, protéger et gérer la biodiversité
La ville durable cherche à diminuer son taux d'imperméabilisation et à augmenter la naturalité de la ville en restaurant une trame verte qui relie entre eux des espaces verts. Elle accueille pour cela largement une flore et une faune naturelles, pour les aménités, le microclimat et la qualité de l'air et écologiques. Les arbres, buissons, haies, clôture végétales, noues, les espaces verts, mais aussi les murs et terrasses ou toitures végétalisées y jouent un rôle majeur ; Ils embellissent la ville, et s'ils sont suffisants, aident à compenser les émissions de CO2, pour une ville « neutre » en termes de bilan carbone, plus respirable et plus « inoffensive » pour l'atmosphère terrestre. L'éducation à l'environnement peut y contribuer, ainsi que le développement d'une quinzième cible HQE.
Cet objectif de « neutralité » (énergétique et environnementale) implique un aménagement particulier du territoire.

## Économie
Une ville durable cherche à favoriser la viabilité à long terme des entreprises locales s'inscrivant dans le contexte du développement durable tout en diversifiant et modernisant ses secteurs économiques d’activités et en proposant des emplois productifs et égaux ,.
Aussi, une ville durable vise à développer des filières courtes ainsi que à favoriser un commerce équitable qui assurent un revenu correct et un développement personnel (éducation, culture,...) à l’ensemble des acteurs de la filière et réduit les marges des intermédiaires,.
Le modèle d’économie circulaire permet d’atteindre l’objectif de diminution du gaspillage des ressources et de limiter l’impact environnemental de leur exploitation. Il s’appuie notamment sur l’économie de la fonctionnalité qui favorise la durabilité des biens afin d’éviter leur surconsommation. 
L’économie circulaire est également, par nature,  régénérative et préserve la valeur et la qualité intrinsèque des produits . 

## Aménagement du territoire urbain
Les villes sont confrontées à l'étalement urbain et aux phénomènes de fragmentation écologique et urbaine. La multiplication des périphériques, rocades de contournement, couronnes urbaines, favorisées par le développement routier et des centres commerciaux périphériques, la multiplication des centres de loisirs, l'extension des zones d'activités, la recherche d'un habitat individuel à la campagne nous conduisent vers une ville dispersée, consommatrice de sol et génératrice de déplacements. L’appel aux énergies renouvelables n’est pas une réponse unique ni suffisante à tous les torts causés à l’environnement. L’aménagement du territoire doit être repensé dans les villes d’aujourd’hui et dans les écovilles nouvelles, ainsi que la mobilité.

### Enjeux de la densité urbaine
Une certaine densification est souvent nécessaire, mais la ville durable refuse le modèle Hong Kong, tout comme celui de l'étalement de type Los Angeles.

#### Contre l’étalement urbain
Ce phénomène est caractérisé par le développement des surfaces urbanisées en périphérie des grandes villes : la périurbanisation. Plus on s’éloigne du centre, plus la densité du bâti est faible. En effet, ces nouvelles zones urbaines (pour la plupart rurales auparavant) sont caractérisées par une urbanisation pavillonnaire, ce qui bien évidemment, compte tenu de la multiplication des maisons individuelles et des jardins privatifs, occupe une surface au sol bien plus importante que celle utilisée par des appartements en immeuble ou des maisons de ville.
Ce mode d’habitat est à première vue alléchant. Il permet de rester près de la ville et de ses atouts, tout en bénéficiant d'un foncier a priori moins cher et plus disponible. Les ménages peuvent se permettre d'y devenir propriétaire d’une maison individuelle relativement vaste, accompagnée d’un grand jardin, pour le prix d’un appartement en ville. De plus, ils recherchent aussi un cadre de vie plus agréable, notamment pour leurs enfants, en étant plus proches de la campagne et en fuyant les gênes clichées occasionnées par le centre des villes (bruit, pollution, stress, agressivité…).
Cependant, la périurbanisation montre très vite ses limites, tant sur le plan économique que sur le plan de la qualité de vie, et devient même contraire au principes du développement durable.
La première critique qui peut être faite, est l’absence de mixité sociale, les lotissements pavillonnaires étant essentiellement occupés lors de leur mise en vente par des jeunes couples avec des enfants en bas âge. De plus, les pavillons au sein d’un lotissement étant similaires, de tailles identiques, ils s’adressent à des personnes qui possèdent le même niveau de revenu et qui appartiennent donc à une même catégorie sociale. Les autres conséquences sont directement liées au problème majeur du concept, la très faible densité qu’il induit. Elle se traduit par la création de « villes dortoirs », ce qui, éloignant le lieu de travail du lieu d’habitation, augmente considérablement le phénomène de « migration pendulaire » et toutes les conséquences adjacentes à celui-ci (embouteillages, allongement du temps de trajet en voiture….)
Le « taux de motorisation » par ménage est beaucoup plus élevé dans les zones péri-urbaines que pour la moyenne nationale. Les ménages possèdent presque tous deux voitures, même les moins favorisés. Ce fort taux est dû à l’augmentation des distances à parcourir, que ce soit pour le travail, pour les loisirs ou bien pour le ravitaillement, rendant les transports alternatifs (marche et vélo) moins crédibles. De plus, le réseau de transport en commun est dans ces cas là, moins efficace également. Le maillage, réparti en fonction du nombre d’usagers, est par conséquent plus espacé que dans le centre-ville, augmentant la distance entre les arrêts et stations et le domicile des résidents. Les usagers sont donc obligés de marcher pendant un certain temps ou de prendre leur voiture pour se rabattre sur la station la plus proche, ce qui augmente significativement le temps des transports et l’inconfort. Il n’existe pas aujourd’hui de mode de transport qui vienne concurrencer la voiture dans les banlieues pavillonnaires. Ces deux précédentes conséquences ajoutées à la faible densité, obligent à la construction d’infrastructures routières et de réseaux de communication beaucoup plus importants en nombre d’habitants que la moyenne, réduisant de plus en plus les espaces naturels, agricoles, forestiers ou pastoraux. L’urbanisation est responsable de la disparition de 60 000 hectares de terres naturelles et agricoles chaque année en France, selon l’IFEN1. Cette augmentation des surfaces artificielles (routes, bâtiments, parkings…) représente un danger pour la diversité de la faune et de la flore, perturbe l’écosystème, et nuit à l’infiltration des eaux de pluie dans le sol, augmentant les risques d’inondation.
L’étalement urbain, pourtant très à la mode aujourd’hui, et la faible densité qu’il induit, n’est donc en aucun cas une réponse valable dans l’élaboration d’un quartier durable. La solution se trouve dans une densité plus élevée.

#### À la recherche d’une densité urbaine raisonnée et contrôlée
Le modèle de la « ville durable » privilégie la densité urbaine dans un souci d'économie de l'espace et de limitation des déplacements. Cette conception s’appuie sur des notions de ville « courtes distances » ou « ville compacte ». Aucune densité urbaine « idéale » n’a aujourd'hui été définie, mais les chercheurs et les exemples de quartiers durables aujourd’hui déjà réalisés, tablent pour une densité relativement élevée. Les constructions sont soit des immeubles d’une hauteur raisonnable (entre 3 et 5 étages), soit des maisons petites, mitoyennes, avec un petit jardin.

Cette forte densité permet une plus grande mobilité ainsi qu’une meilleure accessibilité aux services. Une personne ne disposant pas de voiture dans une ville ou dans un quartier compact, pourra accéder à un nombre de services bien plus importants que dans une ville à faible densité.

Cela ne veut pas dire non plus une surenchère de l’occupation des sols, qui se traduirait par une suppression des places communes ou des espaces relativement vastes, non construits, qui permettent de « respirer », de ne pas se sentir étouffé par les constructions.

Au contraire, les lieux-dits « publics », sont très présents et font aussi preuve d’une re-conception pour les rendre plus agréables à vivre. Ces lieux publics, rues, zones piétonnières, jardins publics, places, jouent non seulement un rôle social favorisant les rencontres et le contact entre individus, mais ils permettent surtout aux personnes de pouvoir s’aérer, se changer les idées, en se promenant à l’extérieur. Ils compensent donc en partie les jardins individuels. Cette solution permet d’éviter l’étalement des villes, et donc la place prise par ces dernières sur la campagne, réduisant d’autant les surfaces artificielles.

Le coût engendré par la densification des transports en commun et la hausse de la qualité des infrastructures en général, est réduit par la quantité plus faible de ces dernières. On privilégie la qualité sur la quantité. Et cela permet de faire de nombreuses économies énergétiques, que ce soit pour les matériaux de construction, ou pour le fonctionnement. Prenons l’exemple de l’éclairage public : en considérant deux villes qui ont le même nombre d’habitants, la consommation d’électricité sera beaucoup moins importante pour une ville de haute densité que pour celle à la faible densité. En effet, le réseau routier et la surface totale de la ville à éclairer seront beaucoup moins importants pour la première.
La densité, phénomène de fond qui révèle toute son importance lorsqu’elle est bien contrôlée, influe sur de nombreux autres facteurs, et principalement sur la mobilité des individus.

### Mobilité comme enjeu

#### Flux de circulation: phénomène inévitable?
Ces flux sont nombreux et pour partie inévitables. La ville durable cherche à limiter leurs impacts, par exemple par une disposition cohérente des centres nodaux, des axes de déplacements et par une offre équilibrée de services de proximité et de transports en commun ainsi qu'en développant les nouvelles technologies de l'information ou NTIC comme alternative quand cela est possible (le télétravail et les nouvelles technologies de communication n’ayant toutefois pas permis à ce jour de remplacer significativement et efficacement la concentration physique des individus). Certaines « villes durables » ne remettent pas en cause ces flux, jugés base et signe de la bonne santé économique et socioculturelle d’une ville, et n’entendent pas les supprimer. Elles cherchent à les anticiper et organiser pour sans les limiter, les diversifier ou les étaler dans le temps pour les rendre plus fluide et éviter toute saturation.

#### Un meilleur aménagement

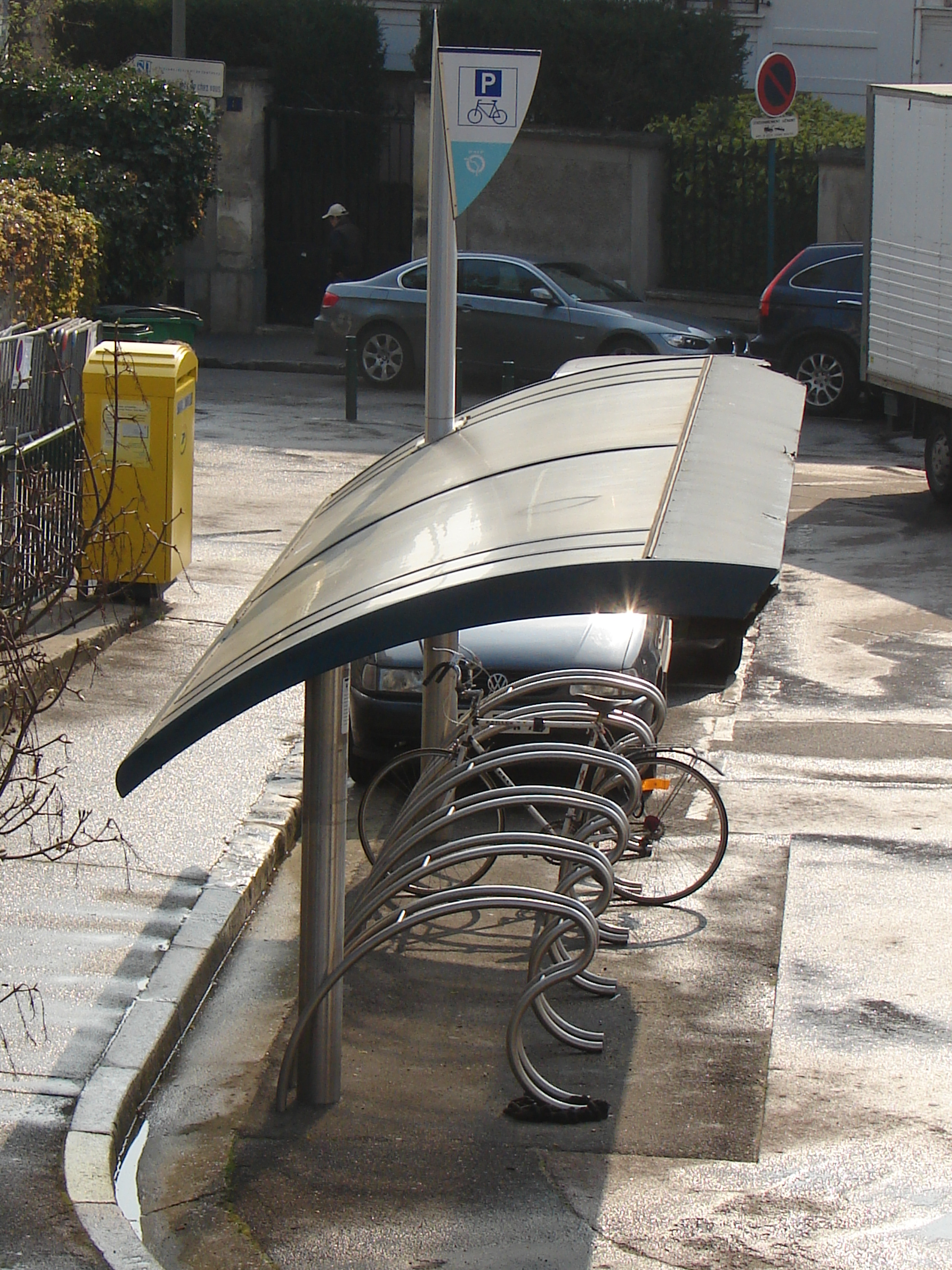
Abris-vélos

La concentration d'une même activité dans un secteur ou quartier (quartier d’affaires, commercial, d’habitations, de loisirs..) est généralement refusée ou limitée pour éviter les sectorisations générant des flux périodiques, brutaux et importants (ex. : migrations pendulaires et embouteillages associés, avec saturations aux heures de pointes, et plages horaires vides aux heures creuses). Une bonne implantation des logements et des activités économiques et de service dans un même environnement (mixité fonctionnelle) limite ces problèmes. Elle permet aux employés de gagner facilement et rapidement leur travail, à pied, à vélo ou via les transports en commun, en évitant de trop centraliser les flux sur quelques axes principaux. Il faut multiplier et diversifier les axes au sein d'une ville pour éviter ainsi toute congestion. Plusieurs axes de taille moyenne sont donc préférables à un grand axe.

### Diversification des moyens de transports
Le faible étalement urbain facilite les déplacements non motorisés (vélo, marche, roller..) et le transport public. Quand tout est à portée de main, l’utilisation de la voiture peut devenir marginale. La forte utilisation des transports publics qui limite, remplace le trafic des véhicules privés responsables de congestion, de pollutions et d'accidents, est favorisée par un maillage et une desserte plus fréquente, précise et équilibrée, réduisant la distance domicile-gare ou avec l’arrêt le plus proche, et donc le temps de transport. Bus et tramway sont prioritaires sur le reste de la circulation. Puisqu'ils bénéficient souvent de voies réservées, ils deviennent alors plus pratiques et rapides que l'usage de la voiture personnelle (dans les centres-villes, la vitesse moyenne en voiture est de 20 km/h à Londres, 18 km/h à Paris et de 7 à 8 km/h à Athènes).
Malgré une vitesse moyenne moindre, le vélo est très avantageux pour de petits trajets, cette dernière étant compensée par un temps de stationnement quasi nul et un risque d’embouteillage inexistant. L’ensemble des transports alternatifs dont fait partie le vélo, mais aussi les rollers, la trottinette peuvent être encouragés, notamment par des pistes cyclables et autres véloroutes et voies vertes, des attaches et abris-vélos. Des quartiers sans voiture existent déjà ainsi que de nombreuses zones piétonnes, également ouvertes aux vélos.

## Conclusion
La question des flux de circulation et de la densité urbaine est un critère déterminant dans l’aménagement des territoires. Pour pouvoir convaincre les populations de l’utilité et de la nécessité de prendre les transports en commun, cela passe par une réelle politique d’aménagement du territoire, étudiée spécialement pour l’amélioration du temps de trajet et de l’efficacité des transports en commun. Il est aussi nécessaire de mettre des « bâtons dans les roues » des voitures, pour freiner leur expansion.
Dans la notion de ville durable, l’environnement n’est plus dissocié des projets d’urbanisme, ni des orientations économiques, culturelles ou sociales de la ville. Ce souci d’intégration prend en compte le développement à long terme et dans une perspective globale. La ville pensée comme environnement humain se substitue progressivement aux préjugés antiurbains des premières approches écologiques. Ainsi, à la lutte contre les nuisances s’ajoutent des thèmes plus transversaux : reconquête d’espaces publics, mobilités douces, maîtrise de la périurbanisation, participation citoyenne…
Cependant, en voulant concilier l’inconciliable, la ville durable risque de buter sur des contradictions insurmontables, dont la première est certainement de redensifier les villes sans sacrifier l’accès a la nature. Une autre contradiction réside dans le caractère assez inégalitaire de l’accès aux ressources écologiques de la ville. De nouvelles représentations de l’espace s’imposent pour éviter ces différents écueils. Par son aptitude, non pas à gommer les contradictions, mais à les mettre en débat, la ville durable a au moins le mérite d’être un formidable levier pour l’innovation démocratique.
Par ailleurs, la plupart des analyses sur la « ville durable » omettent de considérer un angle de réflexion autour de la notion d'échelle géographique. En effet, est-il techniquement complexe d'appliquer les recettes d'un écoquartier au niveau d'une mégapole qui par définition comporte au moins 10 millions d'habitants. De fait, les villes réellement durables sont généralement de petites unités urbaines d'environ 50 000 habitants comme les « slow cities » d'Italie.